# Diego Fabián Torres
Diego Fabián Torres (Villa Nueva, Provincia de Córdoba, Argentina, 6 de noviembre de 1990) es un futbolista argentino que juega como centrocampista en el Vila Nova del Campeonato Brasileño de Serie B.

## Clubes
| Club                | País      | Año       | PJ | Goles |
| ------------------- | --------- | --------- | -- | ----- |
| Chacarita Juniors   | Argentina | 2008-2011 | 2  | 0     |
| Alumni              | Argentina | 2011-2013 | 18 | 0     |
| Estudiantes Caseros | Argentina | 2013-2015 | 84 | 20    |
| Deportes Iquique    | Chile     | 2016-2018 | 88 | 17    |
| Chapecoense         | Brasil    | 2018-2020 | 45 | 4     |
| CRB                 | Brasil    | 2020-2022 | 98 | 17    |
| Novorizontino       | Brasil    | 2022      | 27 | 3     |
| Vitória             | Brasil    | 2023      | 5  | 0     |
| Amazonas            | Brasil    | 2023-2024 | 45 | 3     |
| Vila Nova           | Brasil    | 2025-Act. | 0  | 0     |